# Rumore burst
Viene definito rumore burst, o popcorn noise, l'effetto provocato da variazioni occasionali e momentanee dell'ordine dei microvolt, della corrente di polarizzazione di un amplificatore operazionale integrato. Questo rumore indesiderato è costituito da brevi impulsi, la cui frequenza risulta sempre inferiore ai 100 Hz. Questo tipo di rumore sembra originato dalle inevitabili, anche se minime, contaminazioni da parte di atomi di metalli pesanti, nella struttura cristallina del Die.
Il popcorn noise può essere ridotto a livelli molto bassi, mediante particolari accorgimenti nella fase di lavorazione dei wafer. È stato rilevato per la prima volta nei diodi a punta di contatto, e successivamente nell'amplificatore operazionale con sigla 709, uno dei primi dispositivi integrati messi in commercio.